# Ústí (Přerovi járás)
Ústí település Csehországban, Přerovi járásban. Ústí Skalička, Horní Těšice, Malhotice, Opatovice, Teplice nad Bečvou, Černotín és Hranice településekkel határos. Lakosainak száma 537 fő (2024. január 1.).

## Népesség
A település lakosságának változását az alábbi diagram mutatja:
| Lakosok száma | 426  | 434  | 464  | 491  | 554  | 560  | 556  | 560  | 554  | 537  |
|               | 1869 | 1890 | 1921 | 1950 | 1980 | 2001 | 2017 | 2019 | 2022 | 2024 |